# Drohndorf
Drohndorf is een plaats en voormalige Duitse gemeente. Sinds 1 januari 2008 is het een stadsdeel van de gemeente Aschersleben in de Duitse deelstaat Saksen-Anhalt, en maakt deel uit van de Landkreis Salzlandkreis.
Drohndorf telt 519 inwoners.